# Adenoma hepático
Adenoma hepático ou Adenoma hepatocelular é um tumor benigno hepático associado a níveis elevados de estrógeno. Mais frequentes em mulheres em idade fértil que usam contraceptivos orais. Geralmente são descobertos incidentalmente por razões não relacionadas, com diâmetro de 8 a 10 cm, enquanto não causam sintomas. Se não for tratado há um risco de 30% de hemorragia, portanto recomenda-se ressecação cirúrgica.

## Causas
Os principais fatores de risco desse tumor são:
- Uso de contraceptivos orais;
- Uso de esteroides anabolizantes;
- Doença de armazenamento do glicogênio (doença de von Gierke)

## Sinais e sintomas
São geralmente assintomáticos, descobertos incidentalmente em imagem ordenada por alguma razão não relacionada. Entre 25 e 50% dos adenomas hepáticos causam dor no quadrante superior direito ou na região epigástrica do abdômen. Cerca de 30% causam hemorragia interna e resultam em hipotensão arterial, taquicardia e sudorese.

## Diagnóstico
Adenomas hepáticos com mais de 8-15 cm podem ser palpados no hipocôndrio direito, na maioria dos casos indolores. São arredondados com uma pseudocápsula e podem chegar a 30 cm. Em 25% foram múltiplos tumores. Pode ser diagnosticado e acompanhado com Ressonância magnética, Ecografia ou Tomografia computadorizada. Recomenda-se fazer PAAF para diferenciá-lo de outros tumores hepáticos mais comuns como hemangioma e hiperplasia nodular focal, pois adenomas hepáticos possuem maior risco de complicações, inclusive transformação maligna.

## Tratamento
Os pacientes com adenomas hepáticos devem evitar contraceptivos orais, terapia de reposição hormonal e gravidez, pois eles podem fazer com que o adenoma cresça mais rapidamente e se rompam causando maior hemorragia. As recomendações atuais são que todos os adenomas hepáticos devem ser ressecados, desde que sejam acessíveis cirurgicamente e o paciente seja um candidato operacional razoável.